# إريك أندريس
إريك أندريس (بالألمانية: Erich Andres)‏ هو مصور أخبار ألماني، ولد في 1905 في لايبزيغ في ألمانيا، وتوفي في 1992 في هامبورغ في ألمانيا.